# ファーストライン (ニュージーランドのテレビ番組)
『ファーストライン』（英: Firstline）は、ニュージーランドのTV3で放送されていた、ニュース番組フォーマット「3 News」の一つである。放送時間はニュージーランド本土時間で平日の6:00～8:30。
同じ時間帯に放送されているTVNZのTV Oneで放送されている『ブレックファスト』の競合番組として2011年3月7日に放送開始された。キャスターは放送中期はレイチェル・スモーリーが、末期はサーシャ・マクニールとマイケル・ウィルソンの2名が担当した。
同国の他の朝の情報番組・ニュース番組とは異なり、生活情報や芸能情報を含まずにニュースに特化した番組構成をしているのが特徴。
2015年4月2日をもって放送終了、復活祭連休明けの同年4月7日からの同時間帯は現地時間平日6:00 - 9:00の枠で新情報番組『ポール・ヘンリー』が放送される。この番組はTV3のみでなく、ラジオとオンラインストリーミングのサイマル放送となる。